# Teorema de Nernst

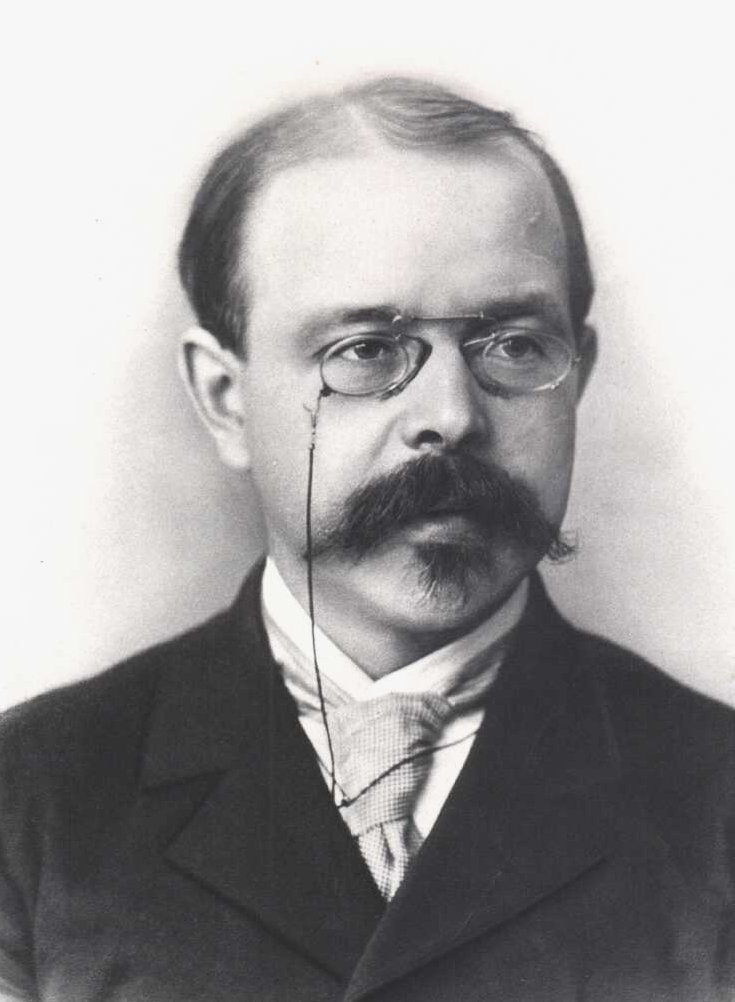
Walther Nernst

O teorema de Nernst, também denominado teorema do calor de Nernst ou postulado de Nernst, foi formulado por Walther Hermann Nernst no início do século XX e foi usado no desenvolvimento da terceira lei da termodinâmica.

## Enunciado
O teorema de Nernst estabelece que a variação de entropia ΔS para uma transformação tende a zero quando a temperatura do processo tende ao zero absoluto. Matematicamente,
{\displaystyle \lim _{T\to 0^{+}}\Delta S=0.}
A equação acima é um enunciado moderno do teorema. Nernst costumava declará-lo de forma a evitar o conceito de entropia.

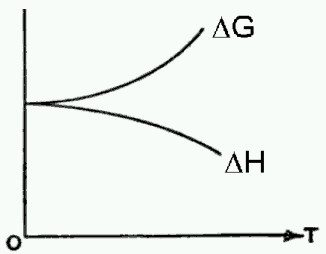
Gráficos da variação de energia livre de Gibbs (ΔG) e da variação de entalpia (ΔH) a baixas temperaturas

Outro modo de abordar o teorema é partir da definição da energia livre de Gibbs (G):
{\displaystyle G=H-T\,S.}
No caso de uma transformação isotérmica, a variação da energia livre de Gibbs (ΔG) é, portando, dada por {\displaystyle \Delta G=\Delta H-T\Delta S.}
Considerando o limite à medida que a temperatura tende a zero, a equação reduz-se a
{\displaystyle \Delta G=\Delta H}
conforme ilustrado no gráfico acima, o que é suportado por dados experimentais. Além disso, sabe-se, pela equação fundamental da termodinâmica química, que, considerando ΔH independente da temperatura, a inclinação da curva ΔG versus T, para transformações isotérmicas, é –ΔS, ou seja,
{\displaystyle {\frac {\partial (\Delta G)}{\partial T}}=-\Delta S.}
Como a inclinação obtida tem um limite de zero à medida que a temperatura tende a zero (caso em que ΔG independe de T), depreende-se da última equação que, para qualquer transformação isotérmica,
{\displaystyle \lim _{T\to 0^{+}}\Delta S=0,}
o que corrobora o teorema de Nernst.
Tal teorema é importante porque foi usado posteriormente por Max Planck para estabelecer a terceira lei da termodinâmica, a qual determina que a entropia de todos os materiais homogêneos puros e perfeitamente cristalinos em equilíbrio interno completo se aproxima de zero no zero absoluto.

## Ligação externa
- Nernst heat theorem (em inglês)